# Atoyac
Atoyac [atojak] je řeka v Mexiku (Puebla a Tlaxcala). Je dlouhá 200 km.

## Průběh toku
Pramení ve státě Puebla pod ledovci v Sierra Nevada. Pokračuje jihovýchodním směrem, přes údolí Atlixco a Matamoros. Před vstupem do státu Guerrero se do této řeky vlévají Nexapa, Mixteco, Acatlán a Petlalcingo. Na hranicích se státy Puebla a Guerrero tvoří společně s řekou Tlapaneco řeku Balsas.

## Využití
Jižně od města Puebla byla vybudována přehradní nádrž Manuel Ávila Camacho, známá též jako Valsequillo.